# NGC 1606
NGC 1606 је спирална галаксија у сазвежђу Еридан која се налази на NGC листи објеката дубоког неба.
Деклинација објекта је - 5° 1' 55" а ректасцензија 4h 32m 3,3s. Привидна величина (магнитуда) објекта NGC 1606 износи 14,9 а фотографска магнитуда 15,8. NGC 1606 је још познат и под ознакама MCG -1-12-22, NPM1G -05.0202, PGC 15443.